# Savigny-en-Revermont
Savigny-en-Revermont este o comună în departamentul Saône-et-Loire, Franța. În 2009 avea o populație de 1.155 de locuitori.

## Evoluția populației
| An        | 1975 | 1982 | 1990 | 1999 | 2006  | 2009  |
| --------- | ---- | ---- | ---- | ---- | ----- | ----- |
| Populație | 922  | 951  | 957  | 921  | 1.086 | 1.155 |